# プリンツ・アイテル・フリードリヒ (客船)

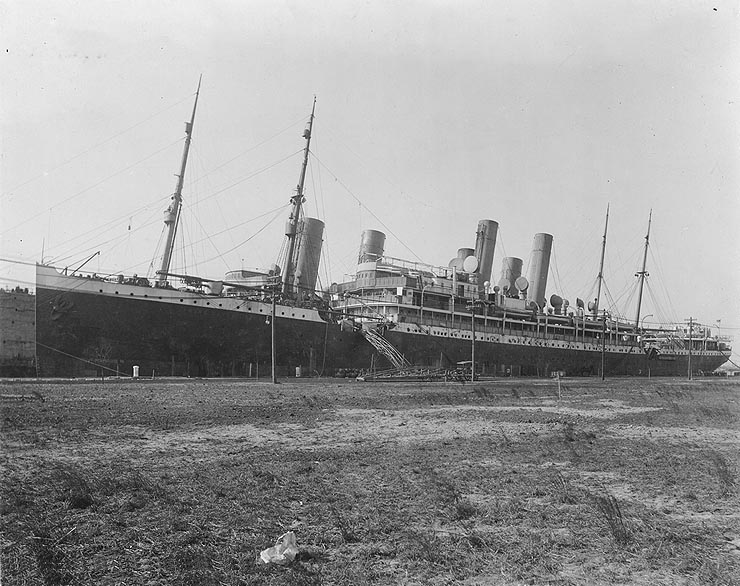
プリンツ・アイテル・フリードリヒ（抑留後の1917年にペンシルベニアで撮影）

プリンツ・アイテル・フリードリヒ (Prinz Eitel Friedrich) は、北ドイツロイドの客船。第一次世界大戦中仮装巡洋艦として活動した後アメリカで抑留され、アメリカ参戦後は接収されて兵員輸送船デカルブ (USS DeKalb) となった。
名称はアイテル・フリードリヒ・フォン・プロイセンにちなむ。

## 船歴
プリンツ・アイテル・フリードリヒはシュテッティンのAGフルカン社で建造された。1904年6月8日進水。第一次世界大戦が始まる前の10年間、極東の北ドイツロイドの航路に就航していた。1914年8月、上海にいたプリンツ・アイテル・フリードリヒは旧式砲艦ルクスおよびティーガーの砲を搭載して仮装巡洋艦への改装を行うため青島へ向かうよう命じられた。プリンツ・アイテル・フリードリヒには船の前部と後部に10.5cm砲が2門ずつ搭載されたほか、8.8cm砲が6門設置された。乗員はルクス、ティーガーおよび河用砲艦ファーターラント、オッターから集められた。
8月6日、プリンツ・アイテル・フリードリヒは巡洋艦エムデンおよびハンブルクアメリカラインの貨物船マルコマニアとともに青島を出港。8月12日にパガン島でシュペー艦隊（装甲巡洋艦シャルンホルスト、グナイゼナウなど）と合流した。それらとマーシャル諸島まで同行した後プリンツ・アイテル・フリードリヒはオーストラリア、ニュージーランド沖で通商破壊戦を試みたが成果はなく、10月27日にファン・フェルナンデス諸島で再びシュペー艦隊と合流した。シュペーは情報収集などを目的にプリンツ・アイテル・フリードリヒをバルパライソへ派遣。10月31日、汽船Colisa（5732トン）を追跡するが、チリ領海内へ逃げ込まれてしまった。バルパライソには11月1日に到着したがイギリス軍艦が存在したためすぐに出港。コロネル沖海戦後にバルパライソに戻り、それから11月8日にファン・フェルナンデス諸島でシュペー艦隊と合流した。プリンツ・アイテル・フリードリヒはホーン岬を回って大西洋へ向かうシュペー艦隊とは別れ、偽の通信を発してシュペー艦隊がまだチリ沖にいるように装った。
その後、プリンツ・アイテル・フリードリヒは通商破壊戦を再開した。12月5日に汽船Charcas（5067トン）を、12月12日に帆船Kildalton（1784トン）を沈め、12月11日に石炭を積んだ帆船Jean（2207トン）を拿捕。12月23日、イースター島に到着。Jeanから石炭を移載した後Jeanを沈めた。イースター島を離れると艦長Thierichensはホーン岬を回って本国に戻ることを決めた。
大西洋に入ってからは1915年1月26日に帆船Isabel Browne、1月27日に帆船Pierre Loti（2196トン）とWilliam P. Frye（3375トン）、1月29日に帆船Jacobsen（2195トン）、2月12日に帆船Invercoe（1421トン）、2月18日に汽船Mary Ada Short（3605トン）、2月19日に汽船Floride（6629トン）、2月20日に汽船Willerby（3630トン）を沈めた。それらのうち、William P. Fryeはアメリカ船籍であった。小麦を積んでアイルランドのクイーンズタウンへ向かっており、積荷はイギリスの戦争行為を助けるものとして破棄可能とされたが、船外への投棄作業に手間取り、最終的にプリンツ・アイテル・フリードリヒはWilliam P. Fryeを砲撃で沈めた。この件でドイツは賠償金を支払った。
物資が欠乏してきたプリンツ・アイテル・フリードリヒは1915年3月11日にニューポートニューズに入港し、同地で抑留された。
1917年4月にアメリカが参戦するとプリンツ・アイテル・フリードリヒはアメリカ海軍により接収され、兵員輸送船とされて1917年4月7日にデカルブとして就役した。
1918年に第一次世界大戦が終結すると退役して「マウント・クレイ」（SS Mount Clay）と改称し、再び客船としてユナイテッド・アメリカ・ラインズの所属となり大西洋横断航路で運用された。そして1925年に引退、1934年に解体された。

## 要目
- トン数：8797トン
- 全長：154.6メートル
- 水線長：149.1メートル
- 全幅：17メートル
- 速力：17ノット